# Piet Schoonenberg
 (juin 2022).
Si vous disposez d'ouvrages ou d'articles de référence ou si vous connaissez des sites web de qualité traitant du thème abordé ici, merci de compléter l'article en donnant les références utiles à sa vérifiabilité et en les liant à la section « Notes et références ».
Piet (Pierre) Schoonenberg, né le 1er octobre 1911 à Amsterdam et décédé le 21 septembre 1999 à Nimègue (Pays-Bas) est un prêtre jésuite néerlandais, théologien et professeur de théologie. Proche de la Nouvelle théologie il est surtout connu pour sa contribution majeure au Catéchisme hollandais de 1966. 

## Biographie
Né à Amsterdam le 1er octobre 1911, Piet a 19 ans lorsqu'il entre, le 7 septembre 1930, au noviciat jésuite de Mariëndaal. Après sa formation spirituelle initiale il fait des études de philosophie à Nimègue (au Berchmanianum), de théologie à Maastricht, et d’exégèse à Rome (Institut biblique pontifical).  Il est ordonné prêtre le 15 août 1939. 
Schoonenberg poursuit des études de théologie et obtient un doctorat en 1948 avec une dissertation Théologie en tant que proclamation religieuse (Theologie als geloofsverkondiging). La dissertation étudie la littérature théologique française contemporaine, dite « Nouvelle Théologie ».
Après plusieurs années d’enseignement de la théologie au théologat jésuite de Maastricht et à Amsterdam, Schoonenberg revient à Nimègue ou il est engagé en 1957 à l’institut supérieur de catéchèse. En 1976 il devient professeur ordinaire de théologie dogmatique à l’université catholique de Nimègue. Il le restera jusqu’à l’éméritat en 1976. 
Écrivain prolifique et auteur souvent controversé, Schoonenberg est particulièrement connu pour ses contributions à la nouvelle théologie catholique du Salut (et péché originel), à la christologie et la dogmatique trinitaire.
Avec l’institut de Nimègue, Schoonenberg fut très engagé dans la rédaction du Catéchisme hollandais (Het nieuwe Katechismus) publié par la Conférence épiscopale néerlandaise en 1966, qui bien que recevant l’imprimatur du cardinal Alfrink ne fut jamais vraiment accepté par le Saint-Siège.  

## Nouvelle théologie
- Le péché originel : Pour Schoonenberg — dans L’Homme et le Péché — le péché originel n’est pas tellement une « mauvaise action accomplie à l’aube de l’histoire humaine » privant de la grâce divine toutes les générations ayant succédé à Adam et Ève, mais est plutôt le « péché du monde » : une situation et atmosphère négative causée par l’accumulation des péchés humains. Tout être humain placé dans cette situation dès sa naissance est influencé négativement dans l’exercice de sa liberté personnelle. Ce qui occasionne son « péché personnel ».
- Christologie : Un article en 1966 (publié avec Edward Schillebeeckx), repris et développé dans son livre Le Christ (Il est le Dieu des hommes) en 1969, suscita la controverse. Réagissant contre la divinisation excessive de Jésus, Schoonenberg développe une christologie « d’en-bas »,  remontant, en quelque sorte, de l’humanité — une humanité intégrale — de Jésus de Nazareth, en qui Dieu est totalement et définitivement présent. La parole de Dieu ne devient « Personne » que par l’incarnation en un sujet humain conscient et libre. Face à la controverse que cela suscita la Congrégation pour la doctrine de la foi jugea nécessaire de rappeler la doctrine traditionnelle du concile de Chalcédoine (« Une personne divine, et deux natures — humaine et divine », en Jésus Christ) dans sa déclaration  Mysterium Filii Dei de 1972.
- Trinité : La contribution de Schoonenberg à la théologie trinitaire est stimulante et tout autant controversée… En 1973, Schoonenberg propose une série de 36 thèses de théologie trinitaire. Il soutient que la connaissance humaine de la divinité est trop limitée pour s’autoriser, à partir d’une expérience de Dieu dans l’histoire (dans l’« économie du Salut ») pour en extrapoler une existence éternelle triune de Dieu (la « Trinité immanente »). Vivement critiqué il nuança plus tard sa conception trinitaire. Sa proposition néanmoins contribua à de nouveaux débats théologiques sur la relation entre (ce que l’on appelle) la « Trinité économique » et la « Trinité immanente » (ou « éternelle »).

## Écrits
- Theologie als geloofsvertolking. Een kritische samenvatting van de leerstellige inhoud der hedendaagse katholieke franse literatuur over de verhouding der speculatieve theologie tot het geloof, 1948 (Dissertation de théologie)
- Het geloof van ons doopsel, (4 delen) 1955-58.
- L’Homme et le Péché, Mame, 1967.
- Il est le Dieu des hommes, Paris, Le Cerf, 1973 (traduction de Hij is een God van mensen, 1966)
- De geest, het woord en de zoon, 1991.
- De Christus 'van boven' en de christologie 'van beneden', 1992.